# Nowa Dąbrowa, Tỉnh West Pomeranian
Nowa Dąbrowa [ˈnɔva dɔmˈbrɔva] (tiếng Đức: Neu Damerow) là một ngôi làng thuộc khu hành chính của Gmina Stara Dąbrowa, thuộc hạt Stargard, West Pomeranian Voivodeship, ở phía tây bắc Ba Lan. Nó nằm khoảng 4 kilômét (2 mi) về phía đông nam của Stara Dąbrowa, 12 km (7 mi) về phía đông bắc của Stargard và 39 km (24 mi) về phía đông của thủ đô khu vực Szczecin.
Trước năm 1945, khu vực này là một phần của Đức. Sau Thế chiến II, người dân bản địa Đức bị trục xuất và thay thế bằng người Ba Lan. Đối với lịch sử của khu vực, xem Lịch sử của Pomerania.
Ngôi làng có dân số 320 người.